# ساتيرة إيبيرية
ساتيرة إيبيرية (الاسم العلمي:Satyrus iberica) هي نوع من الحشرات يتبع جنس الساتيرة من فصيلة الحورائيات.